# Niagara (Wisconsin)
Niagara è una città degli Stati Uniti d'America, situata in Wisconsin, nella Contea di Marinette.